# میرزا حیدر علی زردوز
میرزا حیدر علی زردوزاز پیروان سید جمال الدین و از اعضاء انجمن باغ میکده بود.برخی از اعضاء حوزه تهران انجمن، چون میرزا احمد کرمانی ، سید حسن صاحب الزمانی و میرزا حیدر علی زردوز به همدان رفتند تا پس از کشته شدن ناصرالدین شاه ، در آنجا شورش کنند.

## اعضاء مجمع عمومی انجمن باغ میکده
بعضی از افراد حاضر در جلسه:
- ملک المتکلمین
- سید جمال الدین واعظ
- ابوالحسن قاجار (شیخ الرئیس)
- یحیی دولت‌آبادی
- سید محمدرضا مساوات شیرازی
- سید عبدالوهاب اصفهانی
- سید اسدالله خرقانی
- میرزا حیدر علی زردوز
- میرزاسلیمان خان میکده
- محمدمهدی شریف کاشانی
- میرزا ابراهیم خان نشاط منشی سفارت فرانسه
- محمد حسین ذکاءالملکمحمدحسین فروغی
- مجدالاسلام کرمانی
- حاجی سیاح
- میرزا جهانگیرخان صوراسرافیل
- ارباب گیو زردشتی
- میرزا حسن رشدیه

و ۳۲ نفر دیگر